# 波德里查基督復活主教座堂

波德里查基督復活主教座堂是位於蒙特內哥羅首都波德里查的一座塞爾維亞正教會的教堂。教堂於1993年開始動工，在2014年10月7日竣工。教堂奉獻給宣布宗教自由的米蘭赦令頒布1700週年。

## 外部連結
维基共享资源上的相關多媒體資源：波德里查基督復活主教座堂
- Cathedral website (Serbian)
- Metropolitanate of Montenegro and the Littoral (Serbian/English)
- Serbian Orthodox Church （页面存档备份，存于） (Serbian/English)